# (20873) Evanfrank
(20873) Evanfrank (2000 VH49) – planetoida z pasa głównego asteroid okrążająca Słońce w ciągu 3,8 lat w średniej odległości 2,43 j.a. Odkryta 2 listopada 2000 roku.